# Президент Азербайджана
Президе́нт Азербайджа́нской Респу́блики (азерб. Azərbaycan Respublikasının Prezidenti), сокращённо — президе́нт Азербайджа́на (азерб. Azərbaycan Prezidenti), — глава Азербайджана, который, согласно Конституции, представляет Азербайджанское государство внутри страны и во внешних сношениях, воплощает единство народа Азербайджана и обеспечивает преемственность азербайджанской государственности, является гарантом независимости и территориальной целостности Азербайджана, соблюдения международных соглашений и договоров Азербайджана, гарантом независимости судебной власти, Верховным главнокомандующим Вооружённых сил Азербайджана.
Согласно Конституции Азербайджана один и тот же человек может находиться на посту президента неограниченное количество сроков. Начиная с 1993 года пост занимают представители династии Алиевых.

## Избрание
Президентом может быть избран кандидат, который:
- является гражданином Азербайджанской Республики;
- обладает избирательным правом;
- больше 10 лет проживает в Азербайджане;
- имеет высшее образование;
- не имеет двойного гражданства и обязательств перед другими государствами;
- не был судим за тяжкое преступление.

Согласно Конституции Азербайджанской Республики, президент избирается на 7-летний срок на основе прямого, равного и всеобщего избирательного права, при личном, свободном и тайном голосовании. Президентом назначается кандидат, набравший больше половины голосов участвовавших на выборах избирателей. В случае военного положения, если условия непригодны для проведения выборов, то мандат президента продлевается до окончания военных операций.
Итоги президентских выборов официально объявляются в течение 14 дней после дня проведения голосования Конституционным судом Азербайджана.

### Инаугурация президента
Инаугурация президента Азербайджанской Республики — торжественная церемония вступления в должность новоизбранного президента Азербайджана. В течение трёх дней после подтверждения Конституционным судом Азербайджанской Республики избранного президента, проводится церемония инаугурации, и президент приносит присягу, кладя правую руку на Конституцию:

Клянусь при осуществлении полномочий Президента Азербайджанской Республики соблюдать Конституцию Азербайджанской Республики, защищать независимость и территориальную целостность государства, достойно служить народу.
Оригинальный текст (азерб.)Azərbaycan Prezidentinin səlahiyyətlərini həyata keçirərkən Azərbaycanın Konstitusiyasına əməl edəcəyimə, dövlətin müstəqilliyini və ərazi bütövlüyünü qoruyacağıma, xalqa ləyaqətlə xidmət edəcəyimə and içirəm.

Далее звучит гимн Азербайджана.
Затем избранный президент кладёт правую руку на Священный Коран и приносит следующую присягу:

Клянусь оставаться верным национально-духовным ценностям и традициям, которые были созданы азербайджанским народом на протяжении столетий, постоянно дорожить ими.
Оригинальный текст (азерб.)Azərbaycan xalqının əsrlər boyu yaratdığı milli mənəvi dəyərlərə və ənənələrə sadiq qalacağam, onları daim uca tutacağam.

После этого избранный президент преклоняет колени и целует флаг Азербайджана.
Церемония завершается речью избранного президента Азербайджана.
Президент приступает к исполнению своих полномочий в день принесения присяги.

#### Участники
Официальная церемония инаугурации президента Азербайджанской Республики проходит не публично с участием официальных лиц Азербайджанского государства (представители политических партий, общественных организаций, военнослужащие, религиозные деятели), членов правительства, депутатов Милли меджлиса (Национального собрания), членов семьи президента, а также зарубежных представителей и других приглашённых гостей.

#### Место и дата проведения
Впервые церемония инаугурации президента Азербайджанской Республики состоялась в 1992 году.
| Место                         | Дата                 |
| Здание Национального собрания | 17 июня 1992 года    |
| Дворец имени Гейдара Алиева   | 10 октября 1993 года |
| Дворец имени Гейдара Алиева   | 18 октября 1998 года |
| Дворец имени Гейдара Алиева   | 31 октября 2003 года |
| Дворец имени Гейдара Алиева   | 24 октября 2008 года |
| Здание Национального собрания | 19 октября 2013 года |
| Здание Национального собрания | 18 апреля 2018 года  |
| Здание Национального собрания | 14 февраля 2024 года |

## Полномочия
Президент Азербайджана:
- является главой государства;
- является Верховным главнокомандующим Вооружённых сил Азербайджанской Республики;
- назначает выборы в Национальное собрание Азербайджанской Республики;
- назначает внеочередные президентские выборы;
- назначает на должность и освобождает от должности Вице-президентов Азербайджанской Республики;
- представляет государственный бюджет на утверждение в Национальное собрание;
- утверждает государственные социальные и экономические программы;
- с согласием Национального собрания назначает на должность и освобождает от должности премьер-министра Азербайджанской Республики;
- назначает на должность и освобождает от должности членов Кабинета министров;
- если есть необходимость, председательствует на заседаниях Кабинета министров;
- принимает решение об отставке Кабинета министров;
- в рамках расходов, предназначенных для исполнительной власти, учреждает центральные и местные исполнительные органы;
- отменяет распоряжения и постановления Кабинета министров Азербайджанской Республики и Нахичеванской Автономной Республики, акты местных и центральных исполнительных органов;
- вносит представления в Национальное собрание о назначении судей Конституционного, Верховного и Апелляционных судов;
- назначает судей других судов;
- с согласием Национального собрания назначает на должность и освобождать от должности Главного прокурора Азербайджанской Республики;
- вносит представления в Национальное собрание о назначении на должность и освобождении от должности членов Управления Национального банка;
- представляет военную доктрину Азербайджанской Республики на утверждение в Национальное собрание;
- назначает на должность и освобождает от должности высший командный состав Вооружённых сил Азербайджанской Республики;
- формирует Администрацию президента;
- назначает руководителя Администрации президента;
- вносит представление в Национальное собрание о выборе омбудсмена;
- вносит представление в Национальное собрание об учреждении дипломатических представительств Азербайджанской Республики в зарубежных странах и международных организациях;
- назначает на должность и освобождает от должности дипломатических представителей в зарубежных странах и международных организациях;
- принимает отзывные и верительные грамоты дипломатических представителей зарубежных стран;
- заключает международные межправительственные соглашения;
- представляет международные межправительственные соглашения в Национальное собрание на утверждение и ликвидацию;
- подписывает ратификационные грамоты;
- назначает референдум;
- подписывает и издаёт законы;
- решает вопросы гражданства;
- решает вопросы предоставления политических убежищ;
- помилует;
- награждает государственными наградами;
- присваивает высшие специальные и высшие воинские звания;
- объявляет частичную или общую мобилизацию;
- принимает законы о призыве граждан на срочную военную службу и об увольнении в запас военнослужащих;
- учреждает Совет безопасности Азербайджанской Республики;
- объявляет военное и чрезвычайное положение;
- с согласием Национального собрания объявляет войну;
- с согласием Национального собрания заключает мир;
- решает другие вопросы, не отнесённые Конституцией Азербайджанской Республики в полномочия Национального собрания и судебных органов[1][8].

## Президентский штандарт
Указ об утверждении изображения штандарта президента Азербайджанской Республики 15 сентября 2008 года, по которому президентский штандарт является официальным символом президента Азербайджанской Республики.
Оригинал президентского штандарта хранится в служебной комнате в Президентском дворце Азербайджана.
Дубликаты президентского штандарта могут быть подняты над дворцом и резиденций президента, во дворце и резиденции президента, в салонах и залах, предусмотренных для проведения официальных мероприятий с участием президента, над зданиями, предусмотренных для проведения официальных мероприятий других церемоний с участием президента и над транспортными средствами президента.

### Изображение
Президентский штандарт Азербайджанской Республики — квадратная двухсторонняя ткань, из трёх одинаковых по ширине горизонтальных полос: голубая, красная и зелёная. Трёхцветный штандарт обрамлён золотистой бахромой. На обеих сторонах штандарта, на красной полосе изображён государственный герб Азербайджанской Республики. Флаг прикреплён к древке, на который закрепляется скоба с фамилией, именем, отчеством нынешнего президента Республики, а также дата его избрания на поста. На древко подкреплён наконечник в виде полумесяца и 8-конечной звезды. Точный размер флага не определён.

## История президентства
Первые президентские выборы в Азербайджане состоялись ещё 8 сентября 1991 года, незадолго до принятия Акта о независимости Азербайджанской Республики 18 октября того же года.
| №     | Портрет         | Имя                                                                                | Начало полномочий | Окончание полномочий | Партия | Выборы       | Премьер-министр | Премьер-министр  | Вице-президент  | Вице-президент |
| ----- | --------------- | ---------------------------------------------------------------------------------- | ----------------- | -------------------- | --- | ------------ | --------------- | ---------------- | --------------- | -------------- |
| 1     |                 | Аяз Ниязи оглы Муталибов (1938—2022) азерб. Ayaz Niyazi oğlu Mütəllibov            | 18 мая 1990       | 30 августа 1991      | Коммунистическая партия Азербайджана в составе Коммунистической партии Советского Союза; до 14 сентября 1991 | 1990         |                 | Гасан Гасанов    | —               | —              |
| 1     | 30 августа 1991 | Аяз Ниязи оглы Муталибов (1938—2022) азерб. Ayaz Niyazi oğlu Mütəllibov            | 6 марта 1992      | Беспартийный         | 1991 |              |                 | Гасан Гасанов    | —               | —              |
| и. о. |                 | Ягуб Джавад оглы Мамедов (1941—) азерб. Yaqub Cavad oğlu Məmmədov                  | 6 марта 1992      | Беспартийный         | 14 мая 1992                                                                                                  | —            |                 | Фейруз Мустафаев | —               | —              |
| (1)   |                 | Аяз Ниязи оглы Муталибов (1938—2022) азерб. Ayaz Niyazi oğlu Mütəllibov            | 14 мая 1992       | Беспартийный         | 18 мая 1992                                                                                                  | —            |                 | Рагим Гусейнов   | —               | —              |
| и. о. |                 | Иса Юнис оглы Гамбар (1957—) азерб. İsa Yunis oğlu Qəmbər                          | 18 мая 1992       | 17 июня 1992         | Народный фронт Азербайджана (Мусават)                                                                        | —            |                 | Рагим Гусейнов   | —               | —              |
| 2     |                 | Абульфаз Гадиргулу оглы Эльчибей (1938—2000) азерб. Əbülfəz Qədirqulu oğlu Elçibəy | 17 июня 1992      | 24 июня 1993         | Народный фронт Азербайджана                                                                                  | 1992         |                 | Али Масимли      | —               | —              |
| 2     | Панах Гусейнов  | Абульфаз Гадиргулу оглы Эльчибей (1938—2000) азерб. Əbülfəz Qədirqulu oğlu Elçibəy | 17 июня 1992      | 24 июня 1993         | Народный фронт Азербайджана                                                                                  | 1992         |                 |                  | —               | —              |
| и. о. |                 | Гейдар Алирза оглы Алиев (1923—2003) азерб. Heydər Əlirza oğlu Əliyev              | 24 июня 1993      | 10 октября 1993      | Беспартийный                                                                                                 | —            |                 | Сурет Гусейнов   | —               | —              |
| 3     | 10 октября 1993 | Гейдар Алирза оглы Алиев (1923—2003) азерб. Heydər Əlirza oğlu Əliyev              | 18 октября 1998   | Новый Азербайджан    | 1993 |              | Фуад Гулиев     |                  | —               | —              |
| 3     | 18 октября 1998 | Гейдар Алирза оглы Алиев (1923—2003) азерб. Heydər Əlirza oğlu Əliyev              | 31 октября 2003   | Новый Азербайджан    | 1998 |              | Артур Расизаде  |                  | —               | —              |
| 3     | 18 октября 1998 | Гейдар Алирза оглы Алиев (1923—2003) азерб. Heydər Əlirza oğlu Əliyev              | 31 октября 2003   | Новый Азербайджан    | 1998 | Ильхам Алиев |                 |                  | —               | —              |
| 4     |                 | Ильхам Гейдар оглы Алиев (1961—) азерб. İlham Heydər oğlu Əliyev                   | 31 октября 2003   | Новый Азербайджан    | 24 октября 2008                                                                                              | 2003         |                 | Артур Расизаде   | —               | —              |
| 4     | 24 октября 2008 | Ильхам Гейдар оглы Алиев (1961—) азерб. İlham Heydər oğlu Əliyev                   | 19 октября 2013   | Новый Азербайджан    | 2008 |              |                 | Артур Расизаде   | —               | —              |
| 4     | 19 октября 2013 | Ильхам Гейдар оглы Алиев (1961—) азерб. İlham Heydər oğlu Əliyev                   | 18 апреля 2018    | Новый Азербайджан    | 2013 |              |                 | Артур Расизаде   | —               | —              |
| 4     | 18 апреля 2018  | Ильхам Гейдар оглы Алиев (1961—) азерб. İlham Heydər oğlu Əliyev                   | 7 февраля 2024    | Новый Азербайджан    | 2018 |              | Новруз Мамедов  |                  | Мехрибан Алиева |                |
| 4     | 18 апреля 2018  | Ильхам Гейдар оглы Алиев (1961—) азерб. İlham Heydər oğlu Əliyev                   | 7 февраля 2024    | Новый Азербайджан    | 2018 | Али Асадов   |                 |                  | Мехрибан Алиева |                |
| 4     | 7 февраля 2024  | Ильхам Гейдар оглы Алиев (1961—) азерб. İlham Heydər oğlu Əliyev                   |                   | Новый Азербайджан    | 2024 |              |                 |                  | Мехрибан Алиева |                |

### Комментарии
1. 1 2  В качестве президента Азербайджанской ССР.
2. ↑  Подал в отставку под давлением Народного фронта Азербайджана.
3. ↑  Принял президентские полномочия как Председатель Милли меджлиса Азербайджанской Республики после отставки Муталибова.
4. ↑  Полномочия восстановлены после оправдания Милли меджлисом.
5. ↑  Смещён с должности в результате взятия власти Народным фронтом Азербайджана.
6. ↑  Принял президентские полномочия как Председатель Милли меджлиса Азербайджанской Республики после смещения Муталибова.
7. ↑  Отстранён от власти Милли меджлисом Азербайджанской Республики в результате последствий Мятежа Сурета Гусейнова.
8. ↑  Принял президентские полномочия как Председатель Милли меджлиса Азербайджанской Республики после отставки Эльчибея.